# Ricardo Jorge Pires Gomes
Ricardo Jorge Pires Gomes (Praia, 1991. december 18. –) zöld-foki labdarúgó, 2023-ban a katari Al-Shamal FC játékosa.
1991-ben született a Zöld-foki szigeteken. 17 éves korában a portugál harmadosztályban játszó Vizela  játékosa lett. 
2018-ban a Partizanhoz igazolt, de csak egy évet töltött a szerbeknél. 
2019-ben a Sharjah FC játékosa lett.
2021-ben visszatért a Partizanhoz,  és a szerb bajnokságban a legtöbb gólt szerezte abban az évben.
2015-2020 között a válogatottban is játszott.